# Arthur Albiston
Arthur Richard Albiston (Edimburgo, 14 luglio 1957) è un ex calciatore scozzese, di ruolo difensore.

## Carriera

### Giocatore

#### Club
Albiston entrò a far parte delle giovanili del Manchester United nel luglio del 1972, diventando professionista nel luglio del 1974. Fece il suo esordio nel terzo turno della League Cup nel match contro i rivali cittadini del Manchester City nello stesso anno. Ottenne 379 presenze e 6 gol in quattordici anni, giocando come terzino sinistro.
Lasciò il Manchester United nell'agosto del 1988 per il West Bromwich Albion. Totalizzò 47 presenze e segnò 2 gol nella stagione 1988-1989, dopo la quale tornò in patria per giocare tra le file del Dundee Utd. Dopo questa esperienza giocò nel Chesterfield, nel Chester City, nel Molde in Norvegia e nell'Ayr United. Si ritirò dal calcio giocato nel 1994, dopo aver giocato in non-League con Sittingbourne, Witton Albion e Droylsden.

#### Nazionale
Albiston ha collezionato 14 partite per la nazionale scozzese, esordendo nella sfida contro l'Irlanda del Nord il 14 ottobre 1981. Inoltre, è stato convocato per partecipare al campionato del mondo 1986 in Messico.

### Allenatore
Dopo il suo ritiro ha allenato il Droylsden (1996-1997) e la primavera del Manchester United (2000-2004). In seguito ha lavorato per la MUTV, la televisione ufficiale dello United.

## Palmarès

### Giocatore
- Second Division: 1

Manchester United: 1974-1975
- Coppa d'Inghilterra: 3

Manchester United: 1976-1977, 1983-1983, 1984-1985
- Charity Shield: 2

Manchester United: 1977, 1983